# A kuruc Udvari Tanács tagjainak listája
Az alábbi felsorolás a Rákóczi-szabadságharc első éveiben működő, a fejedelem legfőbb tanácsadó testületét adó  Udvari Tanács (Consilium Aulicum) tagjait tartalmazza. A tanács a szécsényi országgyűlésig állt fenn, akkor azonban létrehozták a rendi konföderáció legfőbb állami testületét, a Szenátust és a Gazdasági Tanácsot, s a régi udvari tanács tagjait többnyire a két új testületbe is beválasztották, ám a Szenátusban a protestáns köznemesség kisebbségbe került.

## Az eddig ismert tanácsosok
- Vay Ádám udvari főkapitány a Tanács elnöke volt, 1705-től a Szenátus tagja.
- Bulyovszky Dániel 1705. június 16-ától a Tanács titkára volt, tanácsosi cím nélkül, 1705-ben a Gazdasági Tanács főszámvevője lett.
- Brenner Domokos tanácsosi címe 1705. május végétől mutatható ki, ő volt az egyetlen papi személy a Tanácsban.
- Galambos Ferenc tanácsosi címmel bírt, de a Tanács tényleges munkájában nem vett részt, mert katonai feladatköre (szatmári főkapitány volt) ezt nem tette lehetővé. 1705-től ő is a Szenátus tagja.
- Gerhard György tanácsosi címe 1704. június közepétől mutatható ki, 1705-től szenátor.
- Jánoky Zsigmond udvari kancellárként volt a Tanács egyik vezető tagja, 1705-től szenátor.
- Károlyi Sándor báró tanácsosi címe csupán néhány levélcímzésben bukkan fel, 1705-től a Szenátus tagja.
- Kossovics Márton az Országos Főhadbiztosság titkáraként viselt tanácsosi címet, talán katolikus voltára való tekintettel is.
- Labsánszky János tanácsosi címe 1705. május közepétől mutatható ki, ekkor egyben a haditanács elnökének is címezik, ez a szerepköre azonban nem ismert, talán csak ad hoc feladatkörről lehetett szó.
- Nemessányi Bálint mindössze egy 1705. január közepi adat szerint viselte a tanácsosi címet.
- Pápai János Rákóczi kancelláriájának titkáraként viselt tanácsosi címet is, majd 1705-ben a Gazdasági Tanács tagja lett, de ottani tisztségét nem tölthette be, mert portai követségre rendelték.
- Petrőczy István báró Thököly Imre unokatestvéreként tért haza a törökországi emigrációból, Rákóczi generálissá és tanácsossá nevezte ki, 1705-ben a Szenátusnak is tagja lett.
- Platthy Sándor az elsők között, már 1704. február elején viseli a tanácsosi címet, 1705-ben a Gazdasági Tanács tagja lett.
- Prileszky Pál tanácsosi címe 1705. júniustól mutatható ki, 1705-ben őt is beválasztották a Gazdasági Tanácsba.
- Radvánszky János valószínűleg kezdettől a Tanács tagja, 1705-től a Gazdasági Tanács elnökhelyettese.
- Szirmay Miklós a sóügyek főbiztosa lett 1704 tavaszán, tanácsosi címe 1704 szeptemberétől adatolható.
- Török András 1704 késő őszétől viseli a tanácsosi címet, Vay Ádám udvari marsall helyettese, majd a szabadságharc végén udvarmester lett, de sem a Szenátusnak, sem a Gazdasági Tanácsnak nem volt tagja.